# Лікарський сад (дендропарк)
Лі́карський сад — дендрологічний парк місцевого значення в Україні. Розташований у межах Лубенського району Полтавської області, при східній околиці села Березоточа. 
Площа 7,6365 га. Статус надано згідно з рішенням облради від 07.12.2011 року. Перебуває віданні: Дослідна станція лікарських рослин Інституту агроекології і економіки природокористування НААН України. 
Статус надано для збереження дендрологічного парку, де зростає 180 видів дерев та кущів, у тому числі екзоти: абрикос, уссурійська груша, коркове дерево, «олівцеве» дерево, «вермішелеве» дерево, залізне дерево, цукровий клен, а також вікові дуби і липи. 